# Cupid Pulls a Tooth
Cupid Pulls a Tooth è un cortometraggio muto del 1914 diretto da Al E. Christie. Prodotto dalla Nestor e distribuito dall'Universal Film Manufacturing Company, aveva come interpreti Eddie Lyons, Victoria Forde e Russell Bassett.

## Produzione
Il film fu prodotto dalla Nestor Film Company.

## Distribuzione
Distribuito dalla Motion Picture Distributors and Sales Company, il film - un cortometraggio di 150 metri - uscì nelle sale cinematografiche statunitensi il 23 ottobre 1914.
Nelle proiezioni, veniva programmato con il sistema dello split reel, accorpato in un'unica bobina con un altro cortometraggio della Nestor, il documentario Mt. St. Bernard, Switzerland.